# Chetan Nagar, Ramdurg
Chetan Nagar là một làng thuộc tehsil Ramdurg, huyện Belgaum, bang Karnataka, Ấn Độ.